# Pissonotus dorsalis
Pissonotus dorsalis är en insektsart som beskrevs av Van Duzee 1897. Pissonotus dorsalis ingår i släktet Pissonotus och familjen sporrstritar. Inga underarter finns listade i Catalogue of Life.